# Kurt Molière
Kurt Molière (ur. 7 marca 1912 w Bemowiźnie k. Braniewa, zm. 6 grudnia 1994 w Berlinie) – niemiecki fizyk i chemik.

## Życiorys
W 1939 roku obronił doktorat na podstawie dysertacji Über den Einfluß der Absorption auf den Brechungseffekt der Elektronenstrahlen na Wydziale Matematyczno-Przyrodniczym Uniwersytetu Fryderyka Wilhelma w Berlinie. 
Habilitował się 23 października 1948 na Uniwersytecie Technicznym w Berlinie. Od 25 listopada 1948 pracował początkowo jako privatdozent, a od 9 marca 1954 do 31 marca 1977 jako wykładowcy termodynamiki i teorii molekularnej w Katedrze Chemii Fizycznej i Elektrochemii (od 1953 w Katedrze Fizyki Teoretycznej ) na Wydziale Fizyki Wydziału i Nauk Ogólnych (od 1949 Wydział Inżynierii Ogólnej, od 1970 Wydział 4 Fizyki) na Uniwersytecie Technicznym w Berlinie.